# 豊島朝経
豊島 朝経（としま ともつね）は、平安時代後期から鎌倉時代初期にかけての御家人。通称は太郎。官職は右馬允。土佐国守護を務めた。

## 略歴
豊島清光（清元）の嫡男。弟に、清康、葛西清重、重光がいる。
治承4年（1180年）8月、平氏打倒の挙兵をした源頼朝は石橋山の戦いで大庭景親ら平氏方に敗れ、安房国へ逃れた。9月3日、頼朝は源氏恩顧の武士である豊島氏当主の清元とその子・葛西清重に海路をもって安房国へ参じるよう命じ、また在京中だった朝経には、その妻女に綿衣を進呈するように命じている。
建仁元年（1201年）7月、土佐国守護に任じられた。『豊島区史』では、これを父・清元（清光）の戦功に対する論功行賞の可能性があると推測している。
「香宗我部家伝証文」という文書集には、この当時の朝経関係の文書が一通収録されている。北条時政から朝経に宛てたもので、土佐国の御家人・中原（香宗我部）秋通の訴えにより、故・源頼朝の下文の通り、秋通の地頭職（同国深淵郷・香宗我部郷）の執行を命じている。建仁3年（1203年）8月、土佐国守護を三浦義村と交代した。
同年10月10日、比叡山衆徒が八王子山に立て籠もったため、幕府は15日に軍勢を派遣した。このとき、寄せ手にいた朝経の他、弟・葛西四郎重元（重光）、佐々木重綱をはじめ300の兵が討ち死した（『吾妻鑑』）。
朝経の子・朝綱が跡を継いだ。のち、朝綱の弟・豊島有経の系統が主流となる。

## 系譜について
江戸時代、旗本・豊島泰盈が作成した「金輪寺本豊島家系図」「泰盈本豊島家系図」では、朝経は清元の長子とされ、彼の系統が豊島氏の嫡流となるが、一族の旗本・宮城氏の「豊島宮城系図」ではその名は現れない（こちらは葛西清重の系統が嫡流になっている）。
系図で子とされる有経が元暦元年（1184年）に既に紀伊国守護人であることが確認されており（『根来要書』）、不自然な点がある。近年になって発見された鎌倉時代末期作成の「桓武平氏諸流系図」には朝経の名がない。このため、朝経の系譜関係は不明である。
豊島氏本宗家は室町時代に滅びており、系図はその200年以上後になって復元されたもので、人物の比定に混乱が見られ、近年の研究では朝経は系図では子になっている有経の子と推定され、親子関係が逆転している。
近年の研究を反映した系図では朝経の子（従来の系図では孫）の時光の時に幕府から所領を没収され、朝経の系統は断絶した。